# C/1999 G1 LINEAR
C/1999 G1 LINEAR nonostante la sigla è una cometa periodica, appartenente alla famiglia delle comete halleidi, che acquisirà la denominazione definitiva quando passerà nuovamente al suo perielio. Unica sua particolarità è di avere una MOID molto piccola col pianeta Urano.